# Friedrich Stahl
Friedrich Stahl (Darmstadt, 14 giugno 1889 – Darmstadt, 9 dicembre 1979) è stato un generale tedesco.

## Biografia
Stahl entrò nell'Esercito prussiano nel 1909 e intraprese la carriera di ufficiale.
Durante la Campagna di Polonia del 1939 Stahl fu comandante di reggimento. Durante la Campagna di Francia del 1940 fece parte dello Stato maggiore della 16ª Armata. Dal giugno 1941 al dicembre del 1942 comandò la 714ª Divisione di fanteria nei Balcani e fino al maggio 1942 fu impegnato nella tutela della Serbia, in particolare nel nord del paese. Nel luglio di quell'anno ebbe il comando della Operazione Kozara. Nel corso delle cosiddette "misure di espiazione" nelle battaglie contro i partigiani partecipò all'organizzazione su vasta scala di fucilazioni di popolani locali, particolarmente di comunisti ed ebrei.
Infine fu impiegato per qualche mese sul fronte orientale, in un'armata di retroguardia.
Nel 1943 Stahl fu personalmente responsabile nella Prussia orientale. Più tardi divenne Comandante di uno speciale Stato maggiore, che era impegnato nel controllo delle misure organizzative. Dal novembre 1944 fino al febbraio 1945 fece parte del Gruppo di Armate B. Negli ultimi mesi di guerra, dall'inizio di aprile 1945 fino al 9 maggio fu generale della Polizia militare nella zona del Comando supremo della Wehrmacht sul fronte occidentale. In questa posizione fu responsabile della tutela della zona di retroguardia e delle vie di comunicazione e di trasporto.
Alla fine della guerra Stahl cadde prigioniero delle truppe statunitensi. Successivamente fu sentito come testimone nel processo di Norimberga.
Stahl si sposò due volte (la sua seconda moglie era membro del Partito Nazionalsocialista Tedesco dei Lavoratori)  ed ebbe tre figli, uno dei quali morì in guerra.

## Onorificenze
Durante la seconda guerra mondiale, Stahl fu insignito di Croci di Ferro di entrambe le classi, così come ebbe decorazioni croate ed ungheresi.